# Любимівка (Каховський район)
Любимівка — селище в Україні, центр Любимівської селищної територіальної громади Каховського району Херсонської області.
Херсонська обласна рада рішенням від 5 липня 2006 року у Каховському районі віднесла село Любимівка Любимівської сільради до категорії селищ міського типу і найменувала селищну раду Любимівська.

## Археологія
Територія Любимівської громади має багату старовинну історію. Під час археологічних розкопок тут були знайдені:
- залишки поселення мисливців пізнього давньої кам'яної доби,
- кам'яна купольна споруда в одному із 60 розкопаних курганів бронзової доби,
- виявлене Любимівське городище скіфо-сарматського періоду (ІІ сторіччя до н. е. — ІІІ ст. н. е.),
- встановлено мешкання на території Любимівського городища слов'янського населення у VIII—X сторіччях,

золотоординське полення у XIV—XV сторіччях.
У скіфських похованнях IV ст. до н. е. знайдені золоті скіфські ювелірні прикраси, срібний римський динарій імператора Траяна, бронзова печатка запорізьких козаків та різні старожитності побуту.

## Історія
Любимівка заснована 7 вересня 1804 року переселенцями із сіл Коплинки і Гольми Полтавської губернії. В їх числі: Артехи, Тоткали, Дідики, Малишенки. Пізніше поселення заселялось кріпаками з Чернігівщини з Остерського району (Скрипки, Шатні, Могили, Корсуни) та кріпаками з Орловської і Воронезької губерній (Циганови, Семенови, Пруднікови). Зі спогадів старожилів перша назва поселення була Сомове за наявністю великої кількості сомів у місцевій річці Конці. Друга назва пішла від прізвища першого поселенця, заможнього козака Власа Любимова, який оселився тут у 1809 році. В історії краю багато згадувань про зимівники запорізьких козаків на території громади протягом XVI—XIX віків. Окремо згадують зимівлю козаків Задунайської Січі у 1830 році до початку створення Азовського козачого війська.

Із розповіді старожила Пруднікова Григорія Самойловича (1868—1958):
Їх, кріпаків, обміняв воронізький поміщик на хортів, якими славився багатий на отари овець Любимов, власник села у другій половині ХІХ сторіччя.
Подвійна назва села зустрічається у російського географа та природознавця Семенова — Тян — Шанського: «на території Херсонського повіту людне село Любимівка (Сомове), що має понад 3 100 жителів». Відповідно у «Межевих книгах»… бывшей наземной пустопарной земли, принадлежащей селу Любимовка — Сомово". На старому селищному кладовищі є поховання датуєме 1826 роком.
Згідно урядового «Плану о роздаче в Новороссийской губернии наземных земель к их заселению», затвердженому у 1764 році, земля розбивалась на ділянки по 26 десятин. Її могли отримати у спадщину «всякого звання люди», крім кріпосних. Поселенці отримували грошову позику і тимчасово звільнялись від податку. По закінченню пільги сплачувався не подушний, а тільки поземельний податок.
У 1816 році Любимівка нараховує 118 дворів. У 1886 р. кількість жителів становить 1877 душ, у 1890 р. — 2500, у 1899 р. — 3293, у 1903 р. — 3400 душ (500 дворів), у 1906 р. — 3480, а у 1915 — 4242 селянина.
На початок 1915 року за селом значилось 12 тисяч десятин землі. Більшість з неї належала поміщику Любимову, 90 десятин — місцевому священику, селянський двір в середньому нараховував 2 десятини. Переважна кількість селян були бідняками і значна частина села мала назву «Голівка». Зі спогадів старожилів, різні частини села мали такі назви: «Руська, Чакрак — 1, Чакрак — 2, Попівка, Картоплівка, Матнівка, Засратівка»…
Головними культурами, які вирощувались на Любимівських полях, були озима та яра пшениця. Але часті посухи та шкідники хлібний жук (кузька) та ховрах (прус) — значно знижували врожаї зернових.
Найбільш врожайними у XIX віці був 1880 рік, а на початку XX сторіччя 1904 рік. Так, у 1880 році із засіяних 1674 десятин озимої пшениці зібрано 3348 четвертин зерна та із засіяних 1874 десятин ярої пшениці зібрано 4550 четвертин зерна. У 1904 році із засіяних 3290 десятин озимою і 9325 десятин ярою пшеницею зібрано 16760 четвертин озимої та 27716 четвертин ярої пшениці.
Селяни займались виробництвом черепиці та випалюванням вапна, у плавнях орендували землю у німців — колоністів під пасовиська коней. З 1813 по 1845 рік в Любимівці утримувались арештанти для випалювання вапна на будівництво казенних будівель. У 1887 році в селі працюють 3 торгові лавки та медичний пункт.
В 1885 році земська управа відзначає премією вчителів Любимівської школи у розмірі 30 крб. за навчання дітей у денних та дорослих у вечірніх школах. 26 жовтня 1891 року за кошти Дніпровського земства відкрита церковно-приходська школа. Завідувачем і законовчителем був священик Серафим Павловський, учителем — Ілля Ржавський. В перший рік навчалось 19 хлопчиків та 16 дівчат. У 1903 році — діяло початкове училище. В ньому навчалось 180 хлопчиків, 29 дівчат та працювали вчитель і вчителька. В 1916 році в селі працює 3 земські школи, навчаються 351 дитина і працює 7 вчителів з середньою освітою.
Протягом 1918 — на початку 1919 року між безземельними і малоземельними селянами поділено більш 5 300 га поміщицьких та церковних земель. Кожен селянський двір отримав в середньому до 2,5 га орних земель.
З кінця березня 1918 року село зайняте німецькими військами. Разом з німцями прийшла частина офіцерів білої гвардії, сформованої генералом Щербачовим Д. Г. в Яссах.. У листопаді 1918 року німці залишили Любимівку. Короткочасно в селі з'являються війська УНР.
14 грудня 1918 року Любимівка зайнята греками та французами, які представляли війська Антанти. У середині лютого 1919 року Червона Армія розпочала наступ і відновлюється окупація більшовиків. У травні з боку Каїр прийшли частини отамана М. О. Григор'єва, колишнього штабс-капітана, який очолив командування шостою українською радянською дивізією і підняв повстання проти радянської окупації. Між селами Велика Каховка та Любимівка і на околицях Любимівки зав'язалися запеклі бої, між більшовиками і військами Григор'єва .
На початку червня 1919 року Любимівка була зайнята угрупуванням Дорошенка (начальник штабу Батенко). Після цього з села їх вибили більшовики.
У липні 1919 року село захоплюють білогвардійські війська генерал-лейтенанта, головного командувача «Збройними силами Півдня Росії» А. І. Денікіна. В Любимівці знову розпочинається білогвардійський терор.
І лише восени 1919 року частини Повстанської Армії отамана Н. І. Махно звільняють село від денікінців.
11 червня 1920 року село захоплено військами барона Врангеля. Контрнаступ Червоної Армії розпочався в ніч на 7 серпня 1920 року, яка в районі Берислава форсувала Дніпро і закріпилася на Каховському плацдармі, у тому числі і на території Любимівки. Найзапекліші бої відбулися 14—16 жовтня.
У березні 1921 року в Любимівці створюється Рада селянських депутатів в складі 50-ти чоловік.
Зі створенням Кахівського району до складу Любимівської сільської ради входили: село Любимівка (3 686 жителів), хутір Лук'янівка (54) та чотири поселення — Зелений Під (205), Петропавлівка (113), Сушко (88) і Ново-Українка (50). На той час в Любимівці було 4 млина, 2 маслоробних цехи та 3 вітряки, а в Лук'янівці — 1 паровий млин.
На 05 березня 1923 року головою Любимівської сільської ради працював Ярнюк Амвросій Павлович, а головою комітету незаможних селян — Дедечко Антон Адамович.
У 1925 році територіальний устрій сільської ради частково змінюється. До складу сільської громади входять: село Любимівка (3 782 жителі), школа Жовтневої Революції в Лук'янівці (144), хутір Мелейка (20) та чотири поселення, а саме: Петропавлівка (155), Зелений Під (249), Вільно-Українка (37) і Ново-Українка (83).
У 1927 році Любимівська сільрада об'єднує знову шість населених пунктів. Але склад громади виглядає по іншому. Це село Любимівка, у якому мешкає 3947 жителів (в тому числі 2057 жінок) та налічується 759 господарств (в тому числі 26 — неселянського типу). Та п'ять висілків: Вільне Запоряжжя (72 жителя), Вільна Україна (56), Зелений Під (296), Ново-Українка (129) і Петро-Павлівка (174). Переважна національність мешканців — українці.
Перший колгосп в Любимівці був створений навесну 1925 року. Це артіль «Шлях Леніна», яка об'єднала 11 членів, 109,5 десятин землі та 5 голів молочної худоби. Але вона була ще економічно і організаційно слабким господарством. У 1927 році частина жителів села, які мали сади та виноградники, ввійшли до меліоративного товариства «Відродження» спільно з жителями населених пунктів Софіївської громади. В 1928 році на висілку Ново-Українка створене товариство спільного обробітку землі «Іскра». Ініціаторами його були: Іван Андрійович Малишенко, Костянтин Петрович Дух, Никифор Григорович Михайленко. В цьому ж році створено 2 ТСОЗи «Прогрес» (ініціатори: Бендеберя Оникій Дорофійович та Малишенко Трохим Васильйович) і «Колективіст» (ініціатори: Малишенко Олександр Васильович та Ващенко Никифор Климович).
У 1929 році в Любимівці створена первинна партійна організація комуністів, секретарем обрано Архипа Івановича Шакало, а ввійшли до її складу: Вовкогон Макар, Ващенки Онопрій і Сильвестр, Рудакова Параска Платонівна та Михайленко Тиміш Терентійович. В цей же рік в селі створюється первинна комсомольська організація. Її очолив Іван Карпович Новак, а ввійшли також Щоголь Андрій Михайлович та Кучинський Василь Іванович. Діяльність цих організацій по-перше зосередилась на подальшому створені колективних господарств та забезпечені їх реманентом.
За період до 1931 року на території громади було створено 11 артілей: «Червона Зірка», «Прогрес», «Іскра», «Батрак», імені Шевченка, імені Котовського, імені Будьонного, імені Крупської, «Незаможник», «Городник», «Новий хлібороб». Згодом невеликі артілі почали об'єднуватися. На кінець 1931 року в Любимівці нараховувались 6 колективних господарств: «Новий хлібороб», «Городник», «Більшовик», імені Котовського, імені Будьонного та імені Крупської. Серед перших голів колгоспів були двадцятип'ятитисячники Іван Шило і Микола Нечепуренко. У 1930 році за невиконання плану з хлібозаготівлі Миколу Нечипуренка звинуватили в невиконанні бойових завдань партії, причиною зазначили, що він підпав під «куркульський уплив». У 1931 році перед владою Каховського району одним з поставлених головних завдань було вичищення з колгоспів ворожо-чужого елементу, а саме — боротьба з куркульським терором. Зрів весняної посівкампанії, вчинення нападів на активістів з метою вбивства, підпалювання колгоспного майна, отруєння та зараження на різні хвороби худоби. Ці випадки чинились у трьох громадах району: Новомаячківській, Чорнянській та Любимівській. Але в Любимівці трапилось найжахливіше. Крім знищення майна було вбито колгоспників Мусія Терентійовича Вовкогона і Марію Іванівну Лобур.
Зі спогадів старого більшовика, члена партії з 1920 року М. Дерьолкіна, який був направлений з агітацією на сходку селян щодо створення артілі ім. Крупської: "Коли було прийнято рішення про створення колгоспу — над селом спалахнули заграви. То підпалили сарай. Пізніше підпалили скирту соломи в колгоспі ім. Будьонного… Куркулі Павло і Петро Циганови також створили «колгосп» «Перемога бідноти» з надією отримати додатково землі… На той час в Любимівці було 2 трактори. Не вистачало коней, волів. Бракувало плугів та іншого інвентарю. І вже в перший рік створення в колгоспі ім. Крупської було зібрано зерна на 12 пудів з гектара більше, ніж збирали одноосібники зі своїх клаптиків землі".
Тому репресії тридцятих років особливо відзначились на жителях Любимівської громади. У 1930 році репресовані Неліпа Іван Іванович та Зюзь Іван Григорович (робітник артілі «Червона Зірка»). У 1931 році розкуркулений Тимченко Євтихій Євсійович. Майно його продане колгоспом на торгах, а він сам помер від голоду у 1933 році. В 1937 році репресовані: Гринько Євгенія Минівна, Ващенко Тихон Якович і Ващенко Андрій Андрійович (працівник колгоспу «Городник»), Тишковець Марфа Авксентіївна (робітниця колгоспу імені Крупської). У 1938 році репресований Дідик Кирило Петрович — тракторист колгоспу «Більшовик». Він відбув покарання в поселенні Нексиган Магаданської області і був звільнений 31 березня 1945 року.
Чорною стрічкою в історії громади відмічений період «голодомору 1932—1933 років». У Любимівці померли кілька сотень людей, а багато сотень знаходились у важкому фізичному стані. Були випадки коли в селі вмирало до 20 чоловік за добу. Особливо коли при здобутті їжі від жадібності вмирала зараз сім'я із 5—7 людей. Восени 1932 року за звісткою: «що неподалік Червоного Перекопу залишилось нескошене поле кукурудзи»… люди ринулись за 30 км від села за нею. Після повернення, товкли зерна, варили кашу… За свідченнями очевидців, які проводились нещодавно в Любимівці, офіційно встановлено лише дев'ять жертв голодомору 1932—1933 років.
У 1935 році в селі була ліквідована неписемність і малописемність. Селяни з великим бажанням йшли в лікнепи й проявляли високу активність в оволодінні грамотою. Колишній лікнепівець Тоткало Григорій Петрович освоїв спеціальність механізатора, Тишковець Марія Павлівна стала передовиком артілі ім. Котовського. В кожному колгоспі поступово встановлювались приклади новаторства і трудового героїзму, а саме виконання денних норм виробітку на 200—250 %, особливо по обробітку і збору бавовни. В артілі «Городник» (голова Вовкогон) у вересні 1936 року на збирання бавовни-сирцю виходило від 40 до 100 чоловік. Передовиками у збиранні визначались Настя Дудка, Груня та Надія Коваленко. Колгоспники артілі імені Крупської (голова Пінчук) цього ж року отримали гарний урожай і вирішили продати державі 100 тонн хліба, а на державні гроші купити автомашину, мануфактуру, два велосипеди. Не відставали в перевиконанні норм і колгоспники артілей «Більшовицький» (голова Воропай) та «Новий хлібороб» (голова Картавець). Повним ходом йшло силосування та посів озимини, проводились навчання з противоповітряної і хімічної оборони. Серед передовиків передвоєних років з обробітку та збору бавовни визначались Ващенко Марія, Кушнеренко Галина, Тишковець Марія, Коваленко Агрипина, Дудка Софія. Силами комсомольців громади для правління колишнього колгоспу ім. Буденного (сучасний район свиноферми) був закладений комсомольський парк.
Змінився зовнішній вигляд самих жителів села. Колгоспники стали краще одягатися, мали змогу придбати взуття, одяг, різні предмети побуту. Але в селі поки що було лише 10 велосипедів. Всі діти шкільного віку відвідували школу, але семирічку закінчувала лише частина дітей. Обов'язковою вважалась чотирьох класна освіта.
До початку Великої Вітчизняної війни багато чоловіків Любимівки були призвані до лав Радянської Армії на перепідготовку, а на 23 червня 1941 року по Каховському райвійськкомату 900 її жителів підлягало мобілізації. Кожен колгосп виділив по 10 робітників для проведення евакуації в глибокий тил худоби та техніки. Відповідальним за евакуацію був призначений колишній голова колгоспу ім. Крупської Панкевич Павло Іванович. Колгоспники евакуювали техніку та худобу за Волгу. Частина із них потім була призвана в Червону армію, а останні повернулись при звільненні села від ворога.
З 1 по 4 вересня 1941 року Любимівка палає в боях. Полковник Г. О. Сафонов з п'ятнадцятьма червоноармійцями протягом доби утримує західну окраїну Любимівки. Не зважаючи на вогнепальне поранення в голову, він продовжує командування бійцями. 4 вересня більша частина села зайнята фашистами, але сафонівці продовжували опір ворогу аж до 6 вересня.
«Новий порядок» загарбників приніс багато страждань селянам. Вилучення продовольства, матеріальних цінностей, а особливо людських ресурсів. В Німеччину, Голландію, Францію на каторжні роботи було насильницьке вивезено біля вісімсот юнаків та дівчат. А загальні матеріальні збитки громади перебільшили дев'ять мільйонів карбованців. Окупантами на селян накладалося багато великих повинностей і податків. Але під час окупації в Любимівці було більше румунів, ніж німців і масових катувань з боку окупантів по відношенню до селян не було. У 1941—1942 роках на території семирічної школи німцями та поліціями був створений тимчасовий табір для військово-полонених де проводились розстріли і катування полонених. Зі спогадів старожилів у 1942—1943 роках у боротьбі з партизанами, які переховувались у плавнях між Любимівкою, Софіївкою до берегів Зміївки, німці використовували Любимівську православну церкву. На дзвіниці сидів снайпер, а в дірах муру навколо церкви були встановлені кулемети, направлені на плавні. Під обстріл потрапляли в основному партизани, які йшли в село по харчі і розвідку. Місцеві жителі вночі забирали вбитих та ховали. Для організації боротьби з окупантами у Любимівці НКВС був залишений Туроса Костянтин Іванович, звільнений у 1937 році з посади завідувача Каховським райвідділом освіти та виключений з партії. Але його видав гестапівцям колишній співробітник з Каховки. Костянтин Іванович був розстріляний в м. Цюрупинську, посмертно нагороджений медаллю «За відвагу».
Восени 1943 року розпочалися бої по звільненню від ворога Каховського району. Територія села знову стала лінією фронту. Населення Любимівки було евакуйоване до Червоного Перекопу та до Любимо-Павлівки. Евакуйованим на 4 родини надавалася у користування одна кімната. Червоний Перекоп і Любимо-Павлівка були переповнені військовими, а їх населення працювало на будівництві аеродрому і військових споруд. Селяни, що залишилися в Любимівці, переховувались у підвалах, працювали безпосередньо на лінії фронту — будували укріплення, у тому числі протитанкові рви в районі сучасних ПДУ — станція Завітна та від плавнів до східної частини села. Під Любимівкою радянськими розвідниками був взятий у полон майор вермахту Макс Зайдлер і його водій. Зі спогадів старожилів після двох місяців евакуації та повернення до домівок жителям Любимівки через тиждень довелося пережити ще одних непроханих «гостей». Прийшли війська румунів, які за собою на мулах тягли три здорових гарби (криті причепи по 10 метрів довжиною та 3 метри заввишки) куди складали все награбоване. 30 жовтня 1943 року Любимівка була звільнена від німецько-фашистських і румунських окупантів.
565 жителів Любимівки в лавах Червоної Армії і Флоту пішли на війну, 280 з них були нагороджені орденами і медалями, 285 селян віддали життя у боях за Вітчизну.
Особливою гордістю Любимівської громади є подвиг її славетного сина Зюзя Івана Івановича. Зюзь І. І., який народився в Любимівці у 1923 році, був кулеметником 665 стрілецького полку 216 стрілецької дивізії 51-ї армії 4-го Українського фронту. 22 березня 1944 року в складі ударної групи виконував бойове завдання у розташуванні ворога. Група була викрита противником і обстріляна. Поранений Іван зайняв оборону і кулеметним вогнем заслонив відхід товаришів. Коли закінчились набої він підпустив упритул до себе гітлерівців і підірвав останню протитанкову гранату. Указом Президії Верховної Ради СРСР від 16 травня 1944 року Зюзю Івану Івановичу було присвоєно звання Героя Радянського Союзу, посмертно.
Зюзь І. І. був нагороджений медаллю «Золота зірка» Героя Радянського Союзу, орденом Леніна, орденом Вітчизняної війни І ступеня та іншими бойовими медалями. Він захоронений в братській могилі села Червоноармійське (колишнє село Бик-Кияк) Червоноперекопського району АР Крим. На Сапун — горі у Севастополі йому встановлений пам'ятник, а в селі Любимівка вулиця, де проживав герой, носить його ім'я.
Серед багатьох односельців, які захистили Батьківщину від фашистів, особливо відмічені: орденами Слави ІІ та ІІІ ступенів, орденом Червоної Зірки, орденом Вітчизняної війни ІІ ступеню і медаллю «За відвагу» Железняк Віктор Михайлович, орденами Слави ІІ та ІІІ ступенів, орденом Червоної Зірки і медалями «За відвагу» та «За бойові заслуги» Циганов Дмитро Кондратович, орденами Вітчизняної війни І та ІІ ступенів і багатьма бойовими медалями Плискач Іван Васильович. 53 жителя села за самовіддану працю в тилу нагороджені медаллю «За доблесну працю в Великій Вітчизняній війні 1941—1945 рр.».
Важким для селян був період 1946 — початок 1948 років. Неймовірна посуха та неврожай на зернові. Люди голодували, дітки ходили пухлі. На польових станах колгоспникам варили «затірку» з борошна розтертого з водою. Селяни рятувалися за рахунок обробітку городів, які надавалися сільрадою у плавнях безкоштовно. Вже у 1948 році був отриманий довгоочікуваний врожай. На 31-річницю Великого Жовтня в колгоспі ім. Будьонного почала працювати електростанція. Освітлення охопило всі господарські будівлі артілі, будинки колгоспників, сільську раду, клуб і одну вулицю села. Серед передовиків у цьому році була відзначена депутат Каховської районної ради, ланкова колгоспу «городник» Ніна Польщан, яка зібрала по 500 кг бавовни — сирцю з гектара. У 1949 році прийшли зернозбиральні комбайни і збирання врожаю не було вже трудомістким.
Станом на 1 вересня 1951 року на території Любимівської сільської ради працювали шість колгоспів. Загальна площа земель по господарствам була наступною: колгосп «Городник» — 1385 га; колгосп «Новий хлібороб» — 1454 га; колгосп імені Героя Радянського Союзу Івана Зюзя, який до 1950 року носив назву «Більшовик» — 1775 га; колгосп імені Будьонного — 2213 га; колгосп імені Крупської — 2272 га та колгосп імені Котовського — 2233 га.
На кінець 1951 року проходить перший етап укрупнення колгоспів Любимівської територіальної громади. Залишається на території сільради лише два господарства: колгосп ім. Крупської та колгосп ім. Будьонного, а у листопаді 1954 року на загальних зборах колгоспників приймається рішення про їх об'єднання в артіль імені Крупської. Головою колгоспу обраний Яків Микитович Малишенко, який очолював цю артіль до об'єднання з 1950 року.
У період післявоєнних років Любимівські колгоспи очолювали керівники:
- колгосп «Городник» — О. П. Тоткало, Гордієнко
- колгосп «Більшовик» (деякий час «Більшовицький»), а потім ім. Героя Радянського Союзу І. Зюзя — Г. П. Голівець
- колгосп «Новий Хлібороб» — Білий, Кушнеренко, Гринько, Новак
- колгосп ім. Котовського — М. О. Вовкогон, Д. Панасенко, П. К. Міщенко
- колгосп ім. Будьонного Семьонов, Соляник І. Є., І. Науменко, Соляник І. Є., Бакаєв
- колгосп ім. Крупської — Журавель, Артеха, І. Барабаш.

Добру пам'ять про себе залишив в селі Іван Євгенович Соляник. Він народився у серпні 1902 року в селі Дмитрівка Дмитрівської волості Дніпровського уїзду Таврічеської губернії в сім'ї селянина — бідняка. Його життя це одна із сторінок історії Каховського району, більшість якої віддана Любимівській громаді. З 1929 по 1940 роки він очолював Дмитрівську сільську раду, колгосп «Агронезаможник» (Дмитрівка), колгосп імені Котовського (Любимівка), колгосп імені ІІІ Інтернаціоналу (Виноградівка), колгосп «Комінтерн» (Чорнянка). З травня 1940 по вересень 1941 року він на посаді голови Любимівської сільської ради, з якої уходить на фронт. У післявоєнні роки працює на посадах заступника уповноваженого Міністерства заготівель по Каховському району та голови колгоспу «Перемога» (Каховка). З 1950 по 1953 роки він обраний головою колгоспу імені Будьонного, а з 1954 по 1961 роки — голова Любимівської сільської ради. В той же час з 1953 року він два скликання поспіль обирається від Любимівської громади депутатом Каховської районної ради депутатів трудящих, в 1947 році обирався депутатом Каховської міської ради.
За підсумками 1951 року найкращими бавовноробами на території громади були визначені: Кириченко Дмитро (колгосп ім. Крупської), який зібрав 2 600 кг бавовни, Свєшнікова Віра та Голівець Анна (колгосп ім. Будьонного), які відповідно зібрали 2 300 та 2 200 кг сирцю. За успіхи 1954 року бригадир колгоспу ім. Крупської Гринько Андрій Пантелійович був нагороджений Головним комітетом Всесоюзної сільськогосподарської виставки Великою срібною медаллю та велосипедом. У 1955 році колгоспом ім. Крупської було посіяно 540 гектарів бавовнику і зібрано 3 624 центнера сирцю, що виявилось нижче плану на 39 %, але було третім показником виконання по району. 14 липня 1957 року хлібороби колгоспу достроково, першими в районі, виконали план продажу хлібу державі. Було продано 4 720 тонн зерна при плані 4 711 тони. За 1957 рік свинарки колгоспу ім. Крупської Гринько, Кушнаренко, Малишенко відгодували по 150—200 свиней вагою від 80 до 100 кг. Параскева Артеха за дев'ять років своєї праці виростила до двомісячного віку 1 500 поросят. А Ніна Гринько відгодувала за рік 200 свиней. Середньодобовий приріст живої ваги кожної свині становив 450 грамів.
Жителі громади, працівники колгоспу імені Крупської з великою шаною згадують ім'я та справи, які залишив після себе Яків Микитович Малишенко. Він родився у Любимівці 30 грудня 1914 року, а помер 31 жовтня 1985 року. Агроном за фахом, селянин від народження, людина від землі — Яків Микитович ще був Керівником з великої літери. Прийняв артіль ім. Крупської у важкий час, він провів велику роботу по будівництву та переселенню частини господарства і житла селян під час спорудження Каховської ГЕС, вивів його у передові, а колгосп вперше став мільйонером. Яків Микитович двічі обирався депутатом Каховської районної ради, входив до складу Каховського райкому КПУ. За свою сумлінну працю керівника господарства він був нагороджений орденом Леніна.
У травні 1959 року Любимівська сільська рада, яка стала переможницею в змаганні сільських рад, була нагороджена двома Почесними грамотами обкому профспілки працівників радянських установ та обласної Ради депутатів трудящих і одержала перехідний Червоний прапор райвиконкому.
Починаючи з 1954 року під керівництвом Малишенка Якова Микитовича в Любимівці було збудовано дві школи, два дитсадочка, два фельдшерсько-акушерські пункти з родильним відділенням на 10 місць, контора правління колгоспу, 49 тваринницьких та 19 виробничих приміщень, ветпункт, автогараж, майстерня і 4 польових стани механізаторів, 10 магазинів, будинок культури (410 місць), літній кінотеатр (600 місць), чайна, лазня, перукарня, взуттєвий цех, 554 житлових будинки, відділ зв'язку. Село було повністю електрифіковане, радіофіковане, телефонізоване та прокладена водомережа.
При будинку культури (директор І. О. Семенов) працювали хоровий, танцювальний і драматичний гуртки, духовий оркестр, оркестр народних інструментів та агітбригади. Бібліотека (завідувачка М. І. Кушнеренко) налічувала 15 000 екземплярів книг. Працювали музеї історії села та бойової слави. Постійно відбувались кіносеанси (до 10 сеансів на тиждень). Збудовано і відкрито пам'ятник загиблим воїнам, обеліск Слави, пам'ятник Н. К. Крупській, пам'ятний знак першим трактористам.
На весні 1963 року жителі Любимівки на сходці одностайно вирішили боротися за почесне звання села комуністичної праці і побуту. Взяли на себе низку зобов'язань, у тому числі посадити 3000 фруктових і 2000 декоративних дерев, прокласти 8 кілометрів водопроводу, а кожному жителю відпрацювати на його прокладенні 3 дні. Зобов'язались перевиконання планів виробництва і продажу державі сільськогосподарський продуктів, а кожному жителю відробити мінімум нормо-днів у громадському виробництві. Селяни закликали всіх трудящих району, який на той час поширювався від Каїр і Горностаївки до Дніпрян та Нової Маячки, наслідувати їх приклад.
На весь Таврійський край гриміла слава про Героя Соціалістичної Праці комбайнера Кириченка Андрія Сергійовича, який в 1966 році був нагороджений Золотою Зіркою Героя Соціалістичної Праці та орденом Леніна, а пізніше відзначений ще орденом Жовтневої Революції.
У 1970 році головою колгоспу був обраний Чубарь Василь Іванович, агроном за фахом. Чубаря В. І. змінив Пилипейко Петро Іванович, який до цього працював головним зоотехніком районного управління сільського господарства. Досвідченість та енергія Петра Івановича внесли нові зміни в життя колгоспу. Була проведена спеціалізація та концентрація тваринництва, створені молочний та нетельний комплекси.
Восени 1972 року головою колгоспу обирається Дудкін Іван Михайлович, який закінчив Херсонський сільськогосподарський інститут та попередньо кілька років працював на посадах агронома в господарствах Малокаховки і Коробків. Його безпосереднім помічником стає секретар парторганізації колгоспу Домбровська Людмила Василівна.
Під керівництвом Івана Михайловича господарство досягає найвищого рівня розвитку. Починаючи з 80-х років колгосп ім. Крупської обробляє 8 600 га землі (в тому числі 4 500 — зрошення), має 98 одиниць тракторів, 102 автомашини, 26 зернозбиральних комбайнів. Колгосп налічував 2500 свиней, 4000 овець та 150 коней і щорічно здавав державі 850 тон м'яса. Забезпеченням тваринницьких ферм кормами займався цілий комплекс (завідувач В. Д. Старков) та 2 підпорядковані мехзагони (керівники М. С. Артеха і А. Ф. Кряжевський, а потім В. С. Шило. Щорічно заготовляли близько 22 000 т силосу, 3000 т люцерни, 6000 т сінажу, 2500 т консервованої кукурудзи, 15 000 т соломи, 2500 т кормових буряків. Огородня бригада (бригадир А. П. Сєрова) вирощувала 2300 т овочів на рік.
Належне потрібно віддати головним інженерам — І. С. Дякову, Г. Коломбету, В. К. Пелиху, завгарам — Я. С. Гордієнку, М. Ткаченку, В. Кириченку, А. І. Парію, Ю. П. Карасевичу, головним ветлікарям — Г. К. Чубарю, Д. А. Сидоренку, Ю. С. Пономаренку, П. Й. Демчуку та головному гідротехніку М. Л. Тогобіцькому.
Іван Михайлович прагнув щоб колгосп міг сам переробляти та зберігати свою продукцію. Він особисто поїхав до Голландії по придбання обладнання для цеху по переробці молока на сир та масло. А колгосп ім. Крупської в подальшому отримав мільйонний прибуток.
Багато уваги приділяв Іван Михайлович розвитку соціальної сфери громади, будівництву житла, асфальтованих доріг, водогону. Розпочинається будівництво нової школи. Збудовано і відкрито ще один дитсадок, бібліотеку, стадіон. Організовані волейбольна, футбольна, боксерська, легкоатлетична команди. При будинку культури (директор Ж. М. Дудкіна) відкриті додаткові студії — балетна, естрадної музики. Будинок культури отримує звання «Зразкового».
Йде час. І Любимівку не обминула доля інших колгоспів України. Пройшло розпаювання землі, утворилось декілька колективних підприємств. Одним з них стає КСП «Любимівське». Головою обраний Тоткало Віктор Олексійович, заступником Домбровська Людмила Василівна. Деякий час на балансі господарства знаходиться до 5000 га зрошувальних земель та поступово земельна реформа змінює карту власників і користувачів сільськогосподарських земель.
На цей час із 9096,6 га земель Любимівської селищної ради 8565,7 га — рілля, у тому числі 4965 га зрошення. Розпайовано 8814,86 га земель. На 1227 наданих паїв заключено договори оренди, лише крім одного паю.
Найбільшими її орендарями на території Любимівської сільської ради на цей час визначені: ПрАт «Фрідом-Фарм Інтернешнл» (Медолиз М. М.), ФГ «Тамерлан-Юг» (Тимченко Ю. І.), ФГ «Юг» (Могила В. А.), ТОВ «Терра-Юкрейн» (Пасічниченко Ю. М.) і пп «Ємельянов О. Г.».Успішно господарюють інші землекористувачі: ПП «Зюзь» (Южда Т. М.), ФГ «Любава Ю» (Домбровська Л. В.), ТОВ «Любимовка» (Хомінець І. В.), ТОВ «Агро-Капітал» (Пентійський І. Г.), Ват КФ «Фрегат» (Чепурко В. І.), УГКМК (Ващенко Ю. І.), Тов «Стар Південь Енерго» (Кошель В. В.), ТОВ ВКФ «Спортсервіс і К» (Волосковець Л. Й.), ПП «Діалог» (Медвєдев О. О.), ПСП «Деметра» (Барабанюк В. А.), ФГ «Профіт» (Ващенко С. Г.), ПП «Корсун» (Корсун С. А.), пп Демченко О. М., Муравицький О. М., Санін В. О..
Багато жителів Любимівки довгорічною сумлінною працею прославили громаду. Серед них нагороджені: двома орденами Леніна та орденом Жовтневої Революції — комбайнер Ващенко Василь Семенович; орденом Леніна і орденом Трудового Червоного Прапору — комбайнер Тищенко Іван Федорович; орденом Леніна — головний агроном колгоспу ім. Крупської, депутат районної ради Богданов Степан Іванович та інвалід Великої Вітчизняної війни, колишній механік — водій танка «Т-34», тракторист — комбайнер, депутат районної ради Польщан Павло Платонович; орденом Жовтневої Революції — тракторист, депутат районної ради Гринько Іван Павлович. Ордена Трудового Червоного Прапору були удостоєні: вчителька початкової школи Г. Л. Огняна, бригадири П. Ю. Кушнаренко, С. С. Майстеренко та Т. Т. Польщан, доярки Г. Л. Денисова, Є. Д. Плескач і М. І. Куличенко, завідувач вівцефермою О. П. Гринько, тракторист — комбайнер І. П. Мотрюк, трактористи В. І. Гураль, А. Ф. Шакало та І. В. Пинчук. Орденом Знак Пошани відмітив уряд Радянської України: агронома П. М. Москаленка, тракториста І. В. Сакуна та різноробочих К. Г. Жданову, М. М. Камінецького і К. Н. Михайленко.
У 1973 році три працівника колгоспу імені Крупської були нагородженні медаллю «За трудову доблесть», а шестеро медаллю «За трудову відзнаку».
Поважаним представником вищого органа законодавчої влади Союза Радянських Соціалістичних Республік у 70-ті роки минулого сторіччя була наша знатна односельчанка, завідувачка молочно-товарної ферми колгоспу імені Крупської Мотуз Галина Федосіївна. П'ять років поспіль вона сумлінно виконувала обов'язки народного депутата Верховної Ради СРСР, відповідально вирішуя накази жителів Любимівської громади і всього виборчого округу. А 26 березня 1989 року по Каховському територіальному виборчому округу № 529 також народним депутатом СРСР була обрана доярка колгоспу імені Крупської Віра Федорівна Захарченко, яка встановила особистий рекорд по надоях молока від корови за рік — 5038 кг. Цей рекорд перевищили лише дві доярки колгоспу імені Крупської: Гураль Катерина Артемівна, яка надоїла 5 757 кг молока від корови та Халепо Лідія Олександрівна — 6155 кг.
На території Любимівської селищної ради працюють два виховних комплекси «Загально-освітня школа І—ІІІ ступенів — дитячий садок» №№ 1 та 2.
У 1930 році в селі була збудована початкова школа (сьогодні в її будівлі розміщена селищна амбулаторія), яка стала потім семирічною. 40 років її очолював, спочатку завідувач, а потім директор Пигида Григорій Лукич. Поряд з ним навчали дітей Пигида Г. О., Огняна Г. Л., Савєльєва Т. П., Рудакова В. М., Шевченко Н. С. Даниленко О. М., Дух О. К..
У 1963 році розпочато будівництво двохповерхової школи по вул.. Колгоспній на 360 місць. В 1969 році восьмирічка відкрила двері для учнів. Колектив вчителів поповнили Малишенко Т. П., Придачина Т. Ф., Кушнеренко І. О., Чеброва В. Ф., Паладій Л. В., Балицька П. Л., Лисенко Н. П.. За ініціативою молодого вчителя біології Антипенко О. М. було закладено дендропарк, вишневий сад, горішник, розарій дослідні ділянки, а у 1970 році школа займає ІІІ місце в районі за найкраще внутрішнє і зовнішнє озеленення. З 1976 по 1997 рік на посаді директора працював Голембовський Іван Мар'янович. Пліч-о-пліч з ним вчителі: Галуненко Л. М., Кулікова Р. І., Рязанцева Л. В., Вовкогон В. В., Літвінова С. І., Караванова Н. Ф., Медвєдева В. Я., Уварова Н. Г., Мандзич І. М., Мандзич В. В., Алба Л. І., Путря В. С.. У 1980 році школі присвоєно звання «Зразкова».
З 2002 року посаду директора займає її випускниця О. Л. Половинник. З 2004 року заклад отримує статус Любимівської загальноосвітньої школи І — ІІІ ступенів № 2. У 2006 році перші одинадцятикласники отримали атестати про повну середню освіту. Золотий фонд школи 10 медалістів, серед яких: Г. Білотіл, Т. Грицюк, А. Мудра, А. Гарасько, Н. Куц, О. Латишев, А. Шило, Ю. Гринько, Ю. Демяник, А. Забєла. В школі навчається 245 учнів, працює 34 творчих, креативних педагога і 18 техпрацівників.
Любимівська загальноосвітня школа І — ІІІ ступенів — дошкільний навчальний заклад № 1 почала працювати в новій двохповерховій будівлі восени 1954 року під час створення Каховського водосховища. До цього часу діти навчались у пристосованих приміщеннях — звичайних сільських хатах і очолював неповну середню школу колишній військовий, директор Гришко Олександр Маркович.
Першими отримали середню освіту — 25 учнів, (1 — золотий і 2 срібних медаліста). З цього випуску вийшли: 4 вчителя (О. М. Малишенко, М. М. Лейко, А. Л. Гура, Н. Я. Малишенко), архітектор А. П. Гончаренко, гідромеліоратор, завідувач відділу водного господарства ЦК КПУ Ю. Г. Гончарук, інженери Г. П. Дідик, І.Артеха, санітарні лікарі Л. І. Бухаріна і Н. Т. Дем'яненко.
Першим директором новозбудованої школи став Павліченко Федір Павлович. Змінив його на рік Таран Семен Іванович, а потім школу очолив Божко Василь Тихонович. З 1963 по 1980 роки директором школи працював Коцар Дмитро Леонтійович, який передав естафету керманича на сім років Вирвихвіст Людмилі Іванівні. З нею розпочалась модернізація освітнього та господарчого напрямків діяльності закладу. В 1993 році школу очолила Нечпал Раиса Миколаївна, яка на час обрання Любимівським сільським головою (2002—2006 роки), передавала свої повноваження Приходько Наталі Миколаївні. Сьогоднішній педагогічний колектив Любимівської ЗОШ І — ІІІ ст. — ДНЗ № 1 складається на 80 % з її випускників. З особистою вдячністю жителі громади згадують вчителів Д. С. Тимошенко, В. Д. Рязанцева, Н. І. Богданову, Т. П. Біленко, О. К. Любченко, Г. К. Романчук, О. С. Плетененко і Л. С. Плетененко, А. П. Чернишова, І. Т. Ващенко, бібліотекаря М. І. Кушнеренко.
І сьогодні за порадами учні радо звертаються до своїх учителів В. В. Корсун, М. О. Андрусенко, М. П. Тогобіцької, Н. С. Задорожної, В. В. Скоромної, Л. Й. Майстеренко, Л. В. Аброскіної, В. І. Семенової та Л. Г. Кохановської.
В Любимівці функціонують два дитячих дошкільних заклади: «Малятко» (зав. С. В. Ковалевич) і «Колосок» (зав. Н. С. Черкасова). В кожному працюють по три групи: ясельна, середня і старша.
Перші ясла, створені у п'ятидесятих роках минулого сторіччя, утримувались за рахунок колгоспу. Завідувачкою працювала Н. В. Дідик, вихователем В. Т. Зайченко. Пізніше відкриваються дитсадочки «Ромашка», «Малятко», «Колосок». В різні роки другими мамами для малечі були завідувачі та вихователі: М. П. Тогобіцька, Н. Г. Вовкогон, Н. С. Шакало, Н. С. Грінько, М. М. Ярмоленко, М. І. Малишенко, Л. О. Майстеренко, Л. О. Стрижак, Д. Г. Хруслова, Л. В. Коваленко, Н. Г. Голівець, І. С. Мініч, Н. Г. Тишковець; медсестри А. В. Маліна, Н. М. Шакало, А. Г. Яковенко та інші. У 80-х роках за підтримкою колгоспу сільська рада будує та відкриває дитсадок «Посмішка». Ця двоповерхова будівля стає гордістю села. Під керівництвом депутата Каховської районної ради Мальцевої Ніни Костянтинівни в колективі сумлінно працюють: Л. В. Тогобіцька, В. П. Шевченко, О. І. Семенова, Л. І. Костюченко, І. Л. Бендеберя, З. І. Вагнер, Л. І. Шакало, І. М. Гуляєва. Але з часом робота закладів «Посмішка» і «Ромашка» зупиняється.
Сьогодні в дитсадках «Малятко» і «Колосок» віддають душевне тепло малечі вихователі нового покоління: Л. М. Сірова, Т. І. Бондарь, А. Г. Базанова, М. Г. Попільницька.
Пишається православна громада Любимівки Свято-Троїцьким храмом, який був збудований у 60-х роках ХІХ сторіччя. У минулому віці з його архітектури були втрачені дзвіниця і купол церкви, розтягнуте внутрішнє вбрання. Нещодавно в будівлі церкви містився спортивний зал, а потім музей історії села. Але з 1990 року храм був переданий православній громаді Любимівки, відбудована дзвіниця та поступово проводиться реставрація будівлі під керівництвом настоятеля храму протоієрея Миколи Зінов'єва.
З 2006 року очолює Любимівську територіальну громаду Мотрюк Михайло
Згідно з рішенням ІІІ сесії Херсонської обласної ради V скликання від 05.07.2006 № 43 Любимівка отримала статус селища міського типу.
На 01.01.2013 року в смт. Любимівка мешкало 5805 селян.

### Російське вторгнення в Україну (2022)
Удень 24 лютого 2022 року Російські війська атакували Херсонську область, селище було окуповано того ж дня без жодного пострілу.
27 серпня ЗСУ завдали високоточного удару по російській військовій техніці в ангарах, розташованих у селищі.
16 грудня російські військові обстріляли Каховку, ракети пускались з селища і влучили у житловий будинок поруч із Заводом ЕСО.

## Населення

### Мова
Розподіл населення за рідною мовою за даними перепису 2001 року:
| Мова            | Кількість | Відсоток |
| --------------- | --------- | -------- |
| українська      | 5474      | 90.78%   |
| російська       | 446       | 7.40%    |
| циганська       | 83        | 1.38%    |
| білоруська      | 10        | 0.17%    |
| вірменська      | 3         | 0.05%    |
| румунська       | 1         | 0.02%    |
| гагаузька       | 1         | 0.02%    |
| інші/не вказали | 12        | 0.18%    |
| Усього          | 6030      | 100%     |

## Люди
- Барабанюк Сергій Анатолійович (* 1990) — молодший сержант Збройних сил України, учасник Російсько-української війни.
- Зюзь Іван Іванович (1925—1944) — радянський воїн, учасник німецько-радянська війна, Герой Радянського Союзу.
- Юрченко Ігор Петрович (1979—2014) — солдат, Збройні сили України, учасник Російсько-української війни.